# LMO4
LMO4‏ (LIM domain only 4) هوَ بروتين يُشَفر بواسطة جين LMO4 في الإنسان.
مجال LIM 4 فقط هو بروتين غني بالسيستين، يحتوي على مجالين LIM، وقد يلعب دورًا كمنظم نسخي أو ربما جين ورمي. يتميز mRNA الخاص به بمنطقة 5' غنية بـمحتوى GC، وبأنماط ATTT متعددة في المنطقة 3'. تم تحديد نسخة متغيرة تفتقد جزءًا من المنطقة 5'، ولكن لا يمكن تأكيدها نظرًا لطبيعة المنطقة الغنية بـ GC.

## الأهمية السريرية
حظي LMO4 باهتمام كبير لمشاركته في السرطان، وخاصة سرطان الثدي. يتم التعبير عنه بشكل مفرط في نسبة كبيرة من سرطانات الثدي الأولية. أظهرت الدراسات أن LMO4 يمكن أن يعزز تكاثر الخلايا الظهارية الثديية، ويمنع تمايزها، ويعزز غزو الخلايا وحركتها، وكلها علامات مميزة لتطور السرطان.

## التفاعل
لقد ثبت أن LMO4 يتفاعل مع LDB1 وRBBP8 وBRCA1.